# Maria Alekhina
Pour les articles homonymes, voir Alekhina.
Maria Vladimirovna Alekhina (en russe Мария Владимировна Алёхина), née le 6 juin 1988 à Moscou, est une artiste et militante politique russe, qui a été membre du groupe Pussy Riot.

## Biographie
Née en 1988, elle a étudié à l’Institut de journalisme et de littérature. Elle est mère d’un petit garçon, Philippe.
Elle a milité pour Greenpeace de 2008 à 2010.
C’est également l’une des bénévoles de l’organisme de charité « Mouvement inter-régional de la jeunesse pour le soutien des initiatives des jeunes orthodoxes ». Elle apporte son aide aux patients de l’hôpital psychiatrique pour enfants de Moscou.

## Militantisme
Le groupe Pussy Riot est né de la rencontre de gens proches de l’opposition, de l’art contemporain, de la musique et de l’art féministe. L’accent a été mis sur le féminisme et l’opposition, le groupe se réclamant de la gauche non-autoritaire et du féminisme.
Dans le cadre d'une opération de militantisme, leur choix s'est porté sur la cathédrale du Christ Saint-Sauveur. Le groupe conçoit une chanson ainsi qu'une chorégraphie, puis répète l'opération qui devait prendre place en seulement quelques secondes, en comptant habillage et mise en place des cagoules. Une fois sur place, elles choisissent ce terrain ouvert avec des spectateurs. Le groupe choisit également de militer à un moment où il n’y aurait pas de rites religieux.
A la suite de cette opération, elle fut condamnée avec Nadejda Tolokonnikova et Ekaterina Samoutsevitch, le 17 août 2012, à deux années de colonie pénitentiaire dans la colonie pénitentiaire no 2 de Iavas située en Mordovie, pour avoir réalisé une performance anti-poutinienne jugée profanatoire,. Elle sera libérée en décembre 2013,. Après cette libération, elle cofonde en septembre 2014, avec Nadejda Tolokonnikova, Mediazona, un site d’information consacré, notamment, aux violences policières et aux procès des défenseurs des droits de l’homme,. Elle écrit également ses mémoires, publiés en français en 2017 par Le Seuil sous le titre : Jours d’insurrection, une Pussy Riot témoigne, racontant les pressions et les humiliations subies pendant sa détention,,. Elle voyage également, y compris hors de Russie, pour présenter un spectacle basé sur ce livre,.
Elle fut également condamnée en septembre 2021 à une peine incluant un certain nombre de restrictions de liberté (contrôle judiciaire, couvre-feu, interdiction de quitter Moscou). Menacée de voir sa peine de nouveau modifiée en une peine de prison ferme, elle réussira à quitter le territoire russe pour rejoindre la Lituanie,,.

## Publication
- Maria Alekhina, Jours d'insurrection. Une Pussy Riot témoigne, Seuil, Paris, 2017, 248 pages, traduit de l'anglais  (ISBN 978-2-02137-031-7)

## Récompenses et distinctions
Elle s'est vu décerner en 2014, avec Nadejda Tolokonnikova et Iouri Androukhovitch, le Prix Hannah-Arendt.